# Integral de Lebesgue-Stieltjes
En matemàtiques la integral de Lebesgue-Stieltjes generalitza la integral de Riemann-Stieltjes i la integral de Lebesgue, preservant molts dels avantatges d'aquesta última, però en un marc teòric de la mesura més general.
La integral de Lebesgue-Stieltjes, que s'anomena així en honor de Henri Leon Lebesgue i Thomas Joannes Stieltjes, també es coneix com la integral de Lebesgue-Radon o només la integral de Radon, en honor de Johann Radon, a qui es deu molta de la teoria d'aquest tema. Té aplicació en la teoria de la probabilitat, i els processos estocàstics, i en certes branques de l'anàlisi matemàtica que inclouen la teoria del potencial.

## Construcció formal
Per tal de definir la integral de Lebesgue-Stieltjes, es comença per associar una mesura, μw, amb una funció additiva no negativa d'un interval, w(I), la qual ha de ser de variació afitada. Sia (Ω, F) un espai mesurable tal que w té suport a F, llavors es defineix 
{\displaystyle (1)\quad \mu _{w}(E):=\inf \left\{\sum _{j}w(I_{j}):E\subseteq \Omega ,\,E\subset \bigcup _{j}I_{j}\right\},}
(l'ínfim sobre totes les successions d'intervals {Ij}). Fixeu-vos que es pot demostrar que μw és una mesura exterior de Lebesgue.
Tot seguit es passa a construir la integral de Lebesgue-Stieltjes d'una funció mesurable no negativa seguint un estil similar al que es fa servir per construir la integral de Lebesgue corresponent. Si (Ω, F, μw) és un espai mesurable, llavors es pot definir la integral de qualsevol funció esglaonada s = Σi ai1Ai (on 1A és la funció característica de A) com 
{\displaystyle \int s\,d\mu _{w}=\sum _{i}a_{i}\mu _{w}(A_{i}).}
Llavors, si f és una μw-aplicació mesurable, f:(Ω, F) → [0, +∞], es pot definir la integral de f respecte de μw sobre E ⊆ Ω, com
{\displaystyle (2)\quad \int _{E}f\,d\mu _{w}=\sup \left\{\int s\,d\mu _{w}^{E}:s<f,s\ {\mbox{simple}}\,\right\},}
on μwE(•) = μw(E∩•) a E i 0 fora de E. (Si E = Ω, μwΩ = μw.)
per descomptat que, sovint cal calcular la integral de funcions mesurables arbitràries (no només no negatives) f:(Ω, F) → R∪{-∞, +∞}, però (igual que en el cas de la integral de Lebesgue) aquestes integrals es construeixen a partir de dues funcions no negatives. Si g:(Ω, F) → [0, +∞] i h:(Ω, F) → [0, +∞] de forma que g = max(0,f) i h = max(-f,0), llavors és clar que f = g - h i
{\displaystyle \int _{E}f\,d\mu _{w}=\int _{E}g\,d\mu _{w}-\int _{E}h\,d\mu _{w}.}
Ara ja es té una teoria de la integral de Lebesgue-Stieltjes de funcions arbitràries f, respecte de mesures μw associades amb funcions de variació afitada additives no negatives d‘un interval. Normalment es vol tractar amb mesures associades amb funcions additives arbitràries, ara bé, suposant que v és una funció additiva de variació afitada arbitrària (és a dir, no cal que sigui no negativa) d'un interval. Sian w1 i w₂ les variacions superior e inferior de v, respectivament. Llavors
{\displaystyle (3)\quad \mu _{v}(E)=\mu _{w_{1}}(E)-\mu _{-w_{2}}(E),}
On les mesures μw1 i μ-w₂ es defineixen com a l'equació (1), de més amunt.
Finalment ja es té l'equipament necessari per a definir la integral de Lebesgue-Stieltjes d'una funció f arbitrària respecte d'una mesura associada amb una funció additiva arbitrària d'un interval, v, la qual ha de ser de variació afitada.
Sia g = max(0, f) i h = max(-f, 0), i sian w1 i w₂ la variació superior i inferior de v, respectivament. Llavors si μv es defineix d'acord amb les equacions (1) i (3), la integral de Lebesgue-Stieltjes de f respecte de μv és
{\displaystyle \int _{E}f\,d\mu _{v}=\left(\int _{E}g\,d\mu _{w_{1}}-\int _{E}h\,d\mu _{w_{1}}\right)-\left(\int _{E}g\,d\mu _{-w_{2}}-\int _{E}h\,d\mu _{-w_{2}}\right),}
On cada una de les integrals del cantó dret d'aquesta equació es defineixen d'acord amb (2).

## Integració per parts
Es diu que una funció {\displaystyle f} és "regular" en un punt {\displaystyle a} si els límits per la dreta i per l'esquerra {\displaystyle f(a+)} i {\displaystyle f(a-)} existeixen, i el valor de la funció al punt és la mitjana aritmètica,
{\displaystyle f(a)={\frac {1}{2}}\left(f(a-)+f(a+)\right)},
Donades dues funcions {\displaystyle U} i {\displaystyle V}, si a cada punt, tant {\displaystyle U} com {\displaystyle V} són contínues, o si tant {\displaystyle U} com {\displaystyle V} són regulars, llavors es compleix la fórmula d'integració per parts per a la integral de Lebesgue-Stieltjes:
{\displaystyle \int _{a}^{b}U\,dV+\int _{a}^{b}V\,dU=U(b+)V(b+)-U(a-)V(a-)},
on {\displaystyle b>a}.

## Conceptes relacionats

### Integral de Lebesgue
Quan μv és la mesura de Lebesgue, llavors la integral de Lebesgue-Stieltjes de f és equivalent a la integral de Lebesgue de f.

### Integral de Riemann-Stieltjes i la teoria de la probabilitat
Si f és una funció real d'una variable real i v és una funció real no decreixent, la integral de Lebesgue-Stieltjes és equivalent a la integral de Riemann-Stieltjes, en aquest cas sovint s'escriu
{\displaystyle \int _{a}^{b}f(x)\,dv(x)}
per indicar la integral de Lebesgue-Stieltjes, deixant que la mesura μv s'entengui de forma implícita. Això és particularment comú en teoria de la probabilitat quan v és la funció distribució de probabilitat d'una variable aleatòria real, en aquest cas 
{\displaystyle \int _{-\infty }^{\infty }f(x)\,dv(x)=\mathrm {E} [f(X)].}
(Vegeu l'article sobre la integral de Riemann-Stieltjes per a més detalls sobre com tractar amb aquests casos.)